# Ottavia minore
Ottavia Turina minore (in latino Octavia Thurina minor; Nola, 69 a.C. – 11 a.C.), meglio conosciuta semplicemente come Ottavia minore, è stata una nobildonna romana, sorella di Ottaviano Augusto e moglie di Marco Antonio.

## Biografia

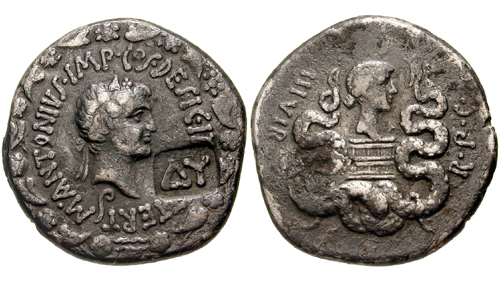
Ottavia sul rovescio di una moneta coniata dal secondo marito Marco Antonio.

### Infanzia
Ottavia era figlia di Gaio Ottavio e della sua seconda moglie Azia maggiore. Aveva un sorellastra paterna maggiore, Ottavia maggiore, e un fratello minore, il futuro imperatore Ottaviano Augusto. Da parte materna era pronipote di Gaio Giulio Cesare, zio di Azia.
Gaio Ottavio morì nel 59 a.C. e Azia si risposò, con Lucio Marcio Filippo.

### Primo matrimonio
Prima del 54 a.C., Ottavia sposò Gaio Claudio Marcello minore, console nel 50 a.C. Il marito di Ottavia apparteneva alla gens patrizia dei Claudii, discendendo da quel Marco Claudio Marcello che aveva combattuto nella seconda guerra punica.
Nel 54 a.C., Gneo Pompeo Magno, uno degli uomini più potenti di Roma, aveva perso la moglie Giulia, figlia di Cesare. Lo zio di Azia, volendo mantenere dei legami familiari con l'influente Pompeo, gli propose di sposare Ottavia, dopo che questa avesse divorziato da Marcello. Pompeo rifiutò, e Marcello rimase marito di Ottavia e grande oppositore di Cesare, che osteggiò durante l'anno del consolato.
Quando Cesare sconfisse gli oppositori nella battaglia di Farsalo, Marcello, che pur osteggiando Cesare non lo aveva combattuto, ottenne il perdono del nuovo signore di Roma e continuò a vivere tranquillamente a Roma con la famiglia.
Marcello e Ottavia ebbero tre figli: Claudia Marcella maggiore, Claudia Marcella Minore e Marco Claudio Marcello.

### Secondo matrimonio

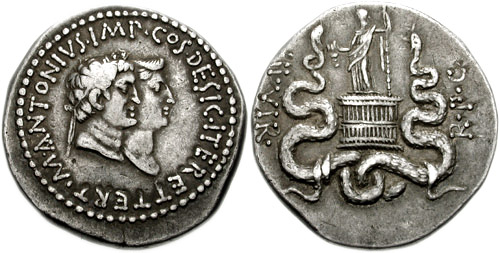
Antonio e Ottavia su una moneta

Alla fine del 41 a.C. Marcello morì, lasciando Ottavia incinta; quasi contemporaneamente, all'inizio del 40 a.C., anche Marco Antonio divenne vedovo, perdendo Fulvia, che gli aveva dato due figli. Poiché Antonio e Ottaviano si erano recentemente riappacificati dopo essersi combattuti, decisero di saldare il proprio legame con un matrimonio: fu così che per motivi politici, Ottavia sposò Antonio, non prima che il Senato romano legiferasse per permetterle di sposarsi incinta.
Il matrimonio riuscì a ottenere i risultati sperati: non solo Antonio rimase lontano da Cleopatra, ma, quando nel 36 a.C. Ottaviano e Antonio entrarono in contrasto, Ottavia riuscì a far riconciliare il marito col fratello. Ottavia curò l'educazione dei figli avuti da Marcello, dei figli di Antonio, e dei due figli che ebbe dal secondo marito, Antonia maggiore e Antonia minore.
Quando però ebbe l'occasione di recarsi in Oriente per condurre una campagna contro i Parti, Antonio non si fece sfuggire l'opportunità di abbandonare la moglie, di cui si era stancato, e di tornare da Cleopatra, che aveva già conosciuto nel 41 a.C. e da cui aveva avuto due gemelli. Ottavia tentò allora di riconciliarsi col marito. Si mise in viaggio nel 35 a.C. col denaro e le truppe che intendeva consegnare ad Antonio per la sua campagna contro Artavasde II di Armenia, ma Antonio le mandò incontro dei messi ad Atene, che le chiesero di tornare indietro; Ottavia consegnò loro le truppe e il denaro per Antonio e ritornò in Italia. Secondo alcune testimonianze, fu Ottaviano a fornirle le truppe per Antonio: aveva già previsto la risposta del suo collega triumviro, e intendeva utilizzarla per giustificare una eventuale guerra contro di lui. Quando Ottavia tornò a Roma, Ottaviano le propose di lasciare la casa di Antonio e di recarsi a vivere con lui, ma Ottavia rifiutò la proposta del fratello, rimanendo fedele al marito anche quando scoppiò la guerra tra Antonio e Ottaviano.
Il matrimonio tra Ottavia e Antonio finì ufficialmente nel 32 a.C., quando Antonio inviò alla moglie una lettera di divorzio.

### Ultimi anni e morte

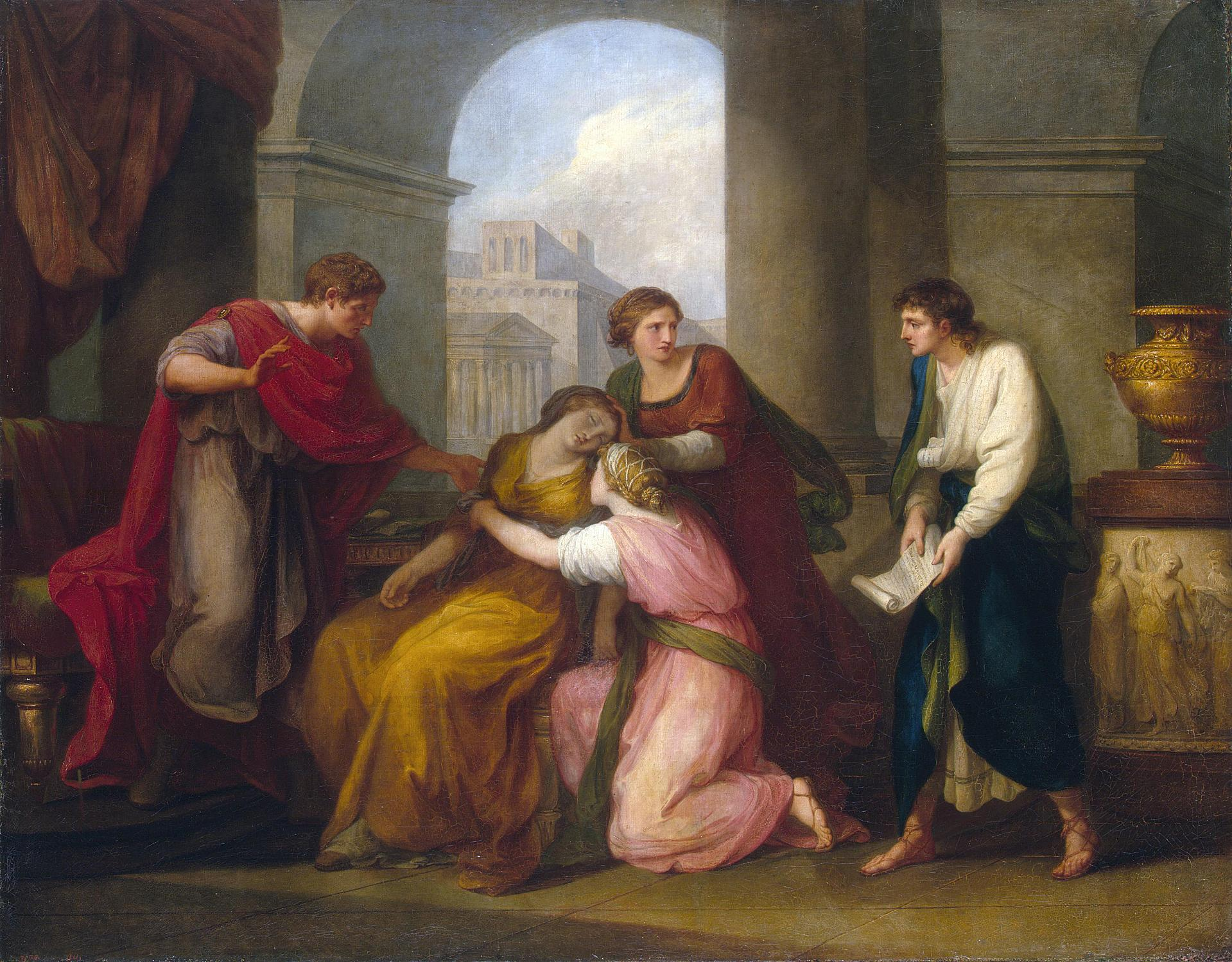
Virgilio legge l'Eneide ad Augusto e Ottavia, Angelica Kauffman

Dopo la morte di Antonio, Ottavia continuò ad avere cura dei figli di lui, sia quelli avuti da Fulvia (o meglio l'unico superstite, Iullo Antonio, in quanto l'altro, Marco Antonio Antillo, era stato giustiziato da Ottaviano nel 31 a.C.), sia quelli avuti da Cleopatra (Alessandro Elio, Cleopatra Selene e Tolomeo Filadelfo).
Il figlio di Ottavia e Marcello, Marco Claudio Marcello, era un giovane bello e talentuoso, su cui erano riposte molte speranze, tanto che fu adottato dallo zio Augusto per divenire suo erede, ma morì prematuramente nel 23 a.C.: Ottavia ne fu sconvolta e decise per il resto della vita di portare vesti nere per il lutto. In onore del figlio dedicò la Biblioteca di Marcello, mentre Augusto fece edificare il Teatro di Marcello. Secondo la testimonianza di Elio Donato, Virgilio declamò in presenza di Ottavia e Augusto il passo del sesto libro dell'Eneide, in cui tra i gloriosi  discendenti di Enea, vi erano dei versi dedicati a Marcello: quando giunse al verso 883, «Tu sarai Marcello», Ottavia svenne; dopo essere stata rianimata con difficoltà, concesse al poeta diecimila sesterzi per ogni verso per il figlio.
Ottavia morì nell'11 a.C. e il fratello le tributò i più alti onori, pronunciando egli stesso l'orazione funebre, mentre i generi trasportarono il suo feretro alla tomba (mausoleo di Augusto). Il Senato decretò che le venissero conferiti molteplici onori, ma la maggior parte di questi vennero declinati da Augusto.

## Discendenti
Ottavia ebbe in totale cinque figli: un maschio e due femmine da Marcello e due femmine da Antonio. Il figlio di Marcello sarebbe dovuto divenire l'erede di Augusto, che aveva una predilezione per il nipote e lo adottò, ma morì prematuramente.
Claudia Marcella maggiore sposò prima Marco Vipsanio Agrippa, amico e collaboratore dello zio, e poi Iullo Antonio.
Claudia Marcella minore sposò in prime nozze Marco Emilio Lepido e successivamente Marco Valerio Messalla Barbato Appiano. Da quest'ultimo ebbe due figli: Claudia Pulcra, futura moglie di Publio Quintilio Varo e madre di Quintilio Varo, e Marco Valerio Messalla Barbato, futuro marito di Domizia Lepida e padre di Valeria Messalina terza moglie dell'imperatore Claudio.
Le figlie di Antonio divennero le ave di tre imperatori: Antonia maggiore sposò Lucio Domizio Enobarbo e fu la nonna di Nerone; Antonia minore sposò Druso maggiore, fratello di Tiberio, e fu la madre di Claudio, la nonna di Caligola e (stavolta dal lato materno) bisnonna di Nerone.

## Giudizi su Ottavia

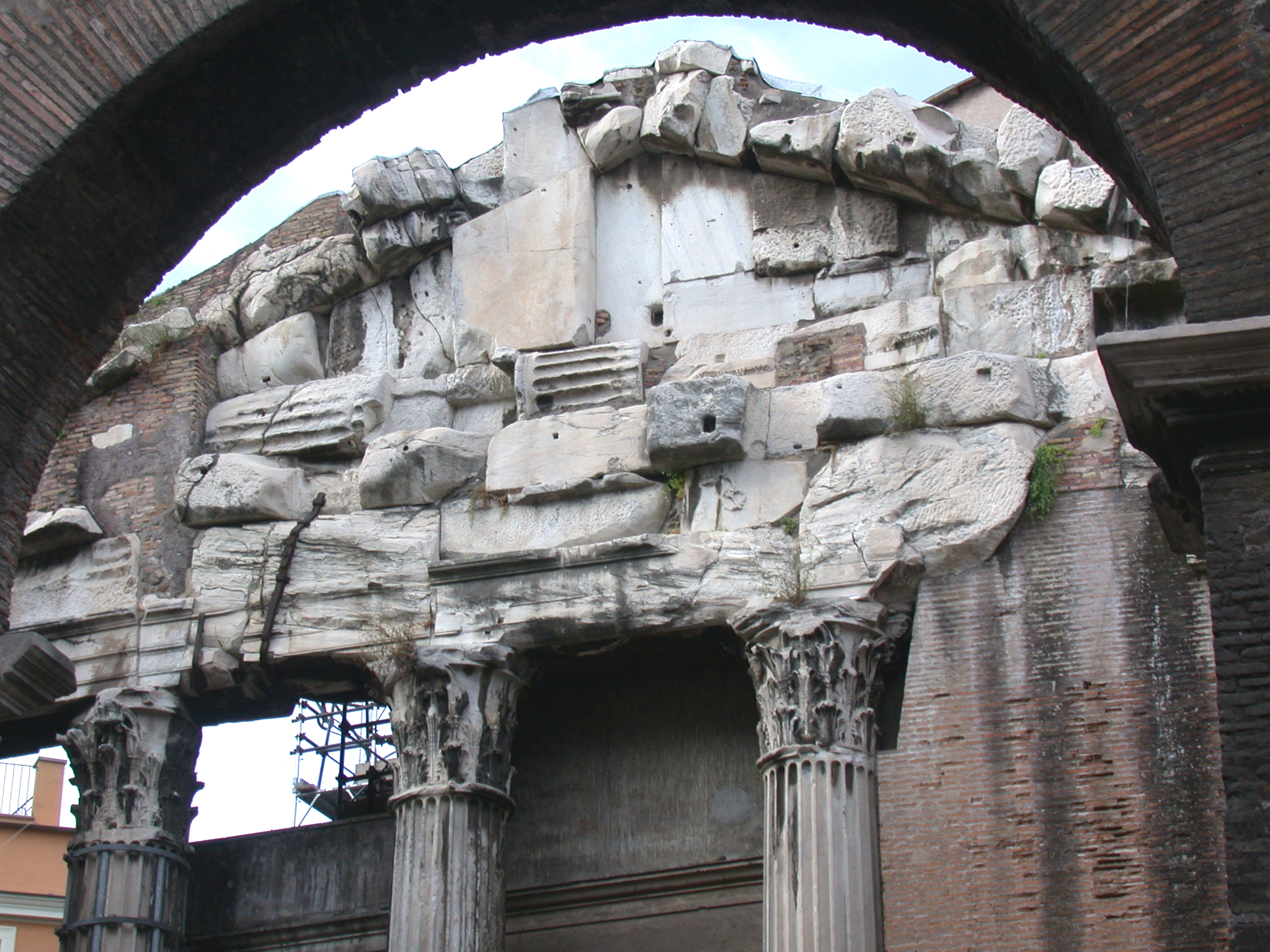
Frontone interno del Portico di Ottavia, complesso dedicato da Augusto all'amata sorella

Ottavia era reputata avere tutto il fascino, le virtù e le capacità necessarie per guadagnarsi l'affetto delle persone, garantendole influenza sul marito e sul fratello. La sua bellezza era reputata essere maggiore di quella di Cleopatra.
Ottaviano era molto legato alla sorella, tanto che le dedicò un'importante costruzione di Roma, il Portico di Ottavia, in cui spesso si riuniva il Senato.

## Ascendenza
|                  |                  |                    | Genitori            |  |  | Nonni |  |  | Bisnonni |  |  | Trisnonni |  |
|                  |                  |                    |                     |  |  |       |  |  | …        |  |  | …         |  |
|                  |                  |                    |                     |  |  |       |  |  | …        |  |  | …         |  |
|                  |                  | …                  |                     |  |  |       |  |  | …        |  |  |           |  |
| …                |                  |                    |                     |  |  |       |  |  | …        |  |  |           |  |
|                  |                  | …                  | …                   |  |  |       |  |  |          |  |  |           |  |
|                  |                  | …                  | …                   |  |  |       |  |  |          |  |  |           |  |
|                  |                  | …                  | …                   |  |  |       |  |  |          |  |  |           |  |
| Gaio Ottavio     |                  | …                  |                     |  |  |       |  |  |          |  |  |           |  |
|                  |                  | …                  | …                   |  |  |       |  |  |          |  |  |           |  |
|                  |                  | …                  | …                   |  |  |       |  |  |          |  |  |           |  |
|                  |                  | …                  | …                   |  |  |       |  |  |          |  |  |           |  |
| …                |                  | …                  |                     |  |  |       |  |  |          |  |  |           |  |
|                  |                  | …                  | …                   |  |  |       |  |  |          |  |  |           |  |
|                  |                  | …                  | …                   |  |  |       |  |  |          |  |  |           |  |
|                  |                  | …                  | …                   |  |  |       |  |  |          |  |  |           |  |
| Ottavia minore   |                  | …                  |                     |  |  |       |  |  |          |  |  |           |  |
|                  | Marco Azio Balbo | …                  |                     |  |  |       |  |  |          |  |  |           |  |
|                  | Marco Azio Balbo | …                  |                     |  |  |       |  |  |          |  |  |           |  |
|                  | Marco Azio Balbo | …                  |                     |  |  |       |  |  |          |  |  |           |  |
| Marco Azio Balbo | Marco Azio Balbo |                    |                     |  |  |       |  |  |          |  |  |           |  |
|                  |                  | Pompea Lucilia     | Sesto Pompeo        |  |  |       |  |  |          |  |  |           |  |
|                  |                  | Pompea Lucilia     | Sesto Pompeo        |  |  |       |  |  |          |  |  |           |  |
|                  |                  | Pompea Lucilia     | Lucilia             |  |  |       |  |  |          |  |  |           |  |
| Azia maggiore    |                  | Pompea Lucilia     |                     |  |  |       |  |  |          |  |  |           |  |
|                  |                  | Gaio Giulio Cesare | Gaio Giulio Cesare  |  |  |       |  |  |          |  |  |           |  |
|                  |                  | Gaio Giulio Cesare | Gaio Giulio Cesare  |  |  |       |  |  |          |  |  |           |  |
|                  |                  | Gaio Giulio Cesare | Aurelia Cotta       |  |  |       |  |  |          |  |  |           |  |
| Giulia minore    |                  | Gaio Giulio Cesare |                     |  |  |       |  |  |          |  |  |           |  |
|                  |                  | Cornelia           | Lucio Aurelio Cotta |  |  |       |  |  |          |  |  |           |  |
|                  |                  | Cornelia           | Lucio Aurelio Cotta |  |  |       |  |  |          |  |  |           |  |
|                  |                  | Cornelia           | Rutilia             |  |  |       |  |  |          |  |  |           |  |
|                  |                  | Cornelia           |                     |  |  |       |  |  |          |  |  |           |  |